# Androidismo

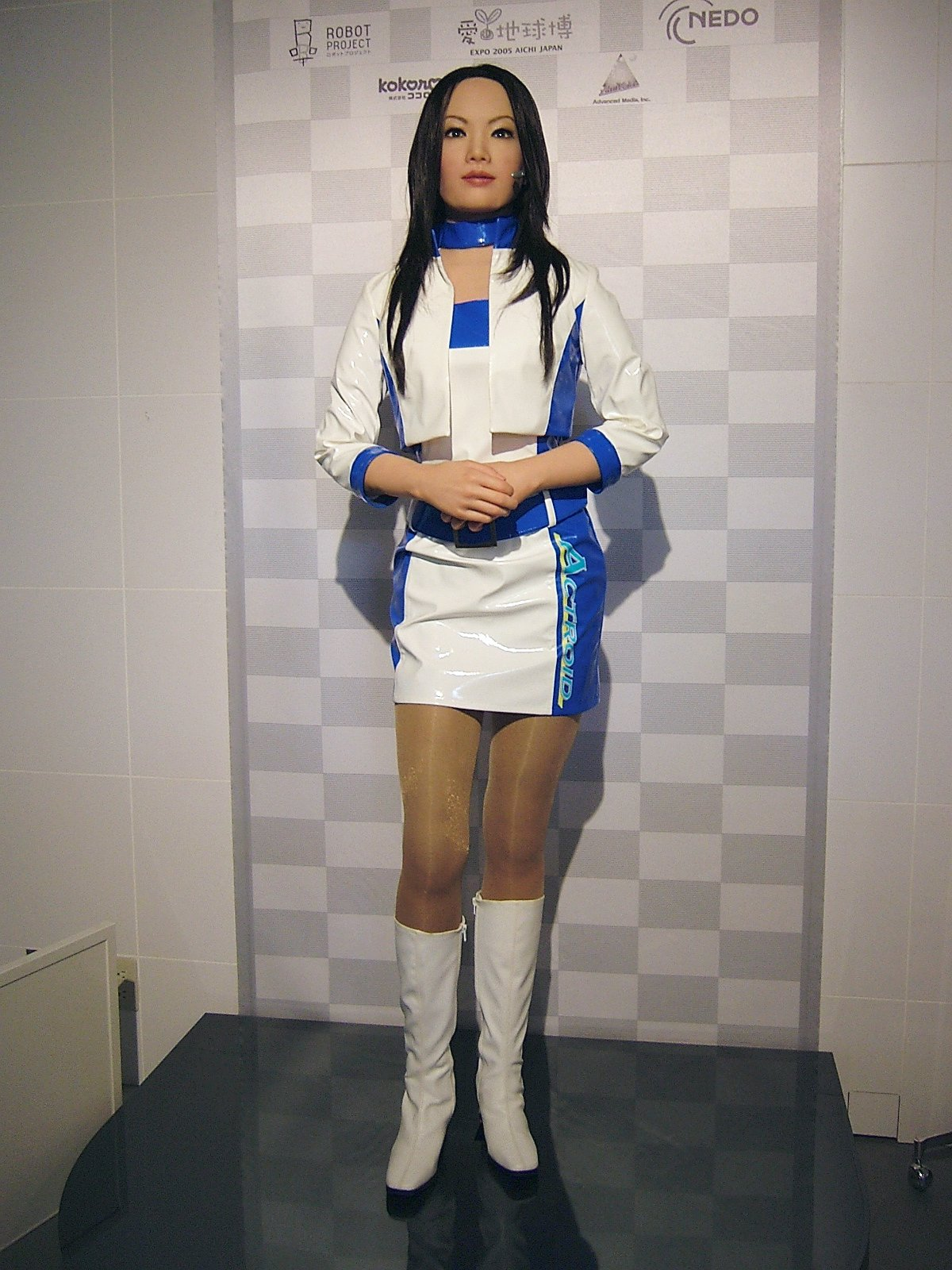
boneca asiática

Androidismo, fetichismo de robôs, robossexualidade ou tecnossexualidade, ou ainda droidifilia é uma atração fetichista com humanoides ou robôs; assim também como seres humanos que atuem ou se vistam como robôs. São divididos em dois grupos: aqueles que querem fazer sexo com robôs e aqueles que querem se tornar robôs. A fantasia de se transformar em um robô é uma variação do tema comum da objetivação, um desejo de se tornar um objeto e perder a vontade para submeter-se à vontade dos outros. Já o fetichismo de robôs pode ser visto coma uma forma de antropomorfismo quando o transformismo implica uma forma de objetificação.

## Primórdios
Henrik Christensen, diretor do Centro de Robótica e Máquinas Inteligentes do Estado da Geórgia, anunciou que "as pessoas iriam fazer sexo com robôs dentro de cinco anos", a maioria das pessoas aceitou com uma pitada. E então o inventor alemão Michael Harriman, insatisfeito com o silicone RealDolls, apresentou os bonecos Andy, robôs de tamanho humano que parecem uma garota. Os bonecos femininos têm um aquecedor interno, um coração que bate mais rápido quando estão se divertindo, funções controladas pelos quadris e pés frios. Enquanto Harriman está mexendo e moldando em Nuremberga, Kim Jong-Hwan, da Intelligent Robot Research Center, está no Japão trabalhando em software para permitir que robôs adquiram raciocínio, emoções e seu próprio impulso sexual.

## Orient Industry
A empresa japonesa Orient Industry lançou uma coleção de bonecas sexuais ultrarrealistas que parecem mulheres de verdade. As bonecas foram batizadas de “Dutch Wives” – esposas holandesas, um termo utilizado no Japão para as bonecas sexuais. As bonecas são feitas de um silicone de alta qualidade, cujo toque lembra o de uma pele verdadeira, são feitas com articulações flexíveis que facilitam a prática sexual e pode ser feitas sob encomenda de várias maneiras: altura, cor dos olhos, cabelo, tamanho dos seios, etc.